# Chiesa di Santa Maria a Vezzano
La chiesa di Santa Maria a Vezzano si trova nel comune di Vicchio.

## Storia e descrizione
La località fu in antico della famiglia romana (gens) Vetia. 
La prima costruzione della chiesa avvenne intorno al XII secolo. Più volte rimaneggiata, ebbe importanti modifiche dopo il terremoto del 1611, ad opera di Simone Fabbrini. Dei rifacimenti si conserva memoria in una pietra scolpita all'interno dell'edificio. Il campanile fu invece innalzato nella struttura attuale nel 1777. Alcuni elementi come un cherubino scolpito e due sedili in pietra nella fiancata sinistra ne testimoniano l'antichità. 
Nell'interno si trovano alcune tele di scuola fiorentina del XVII e XVIII secolo: l'Assunzione di Maria con gli stemmi Fabbrini e Boni,  parroci benemeriti, una tela che rappresenta la Madonna del Rosario e un quadro con i SS.apostoli Pietro e Andrea. Quest'ultima opera resta a testimoniare la presenza in antico nei pressi della chiesa di due altri edifici religiosi, ora ridotti a ruderi o ristrutturati: la chiesa di Sant'Andrea e quella di San Pietro. Questo è dovuto alla presenza in zona nel XIII secolo di poderi la cui proprietà era divisa tra Badia di Moscheta, vescovo fiorentino e vescovo fiesolano.
Pietro Alessio Chini lavorò in questa chiesa intorno al 1860 con affreschi nella canonica (ora quasi scomparsi) e alcune vetrate. La festa patronale si festeggia il 15 di Agosto.